# Kościół Opatrzności Bożej w Bielsku-Białej

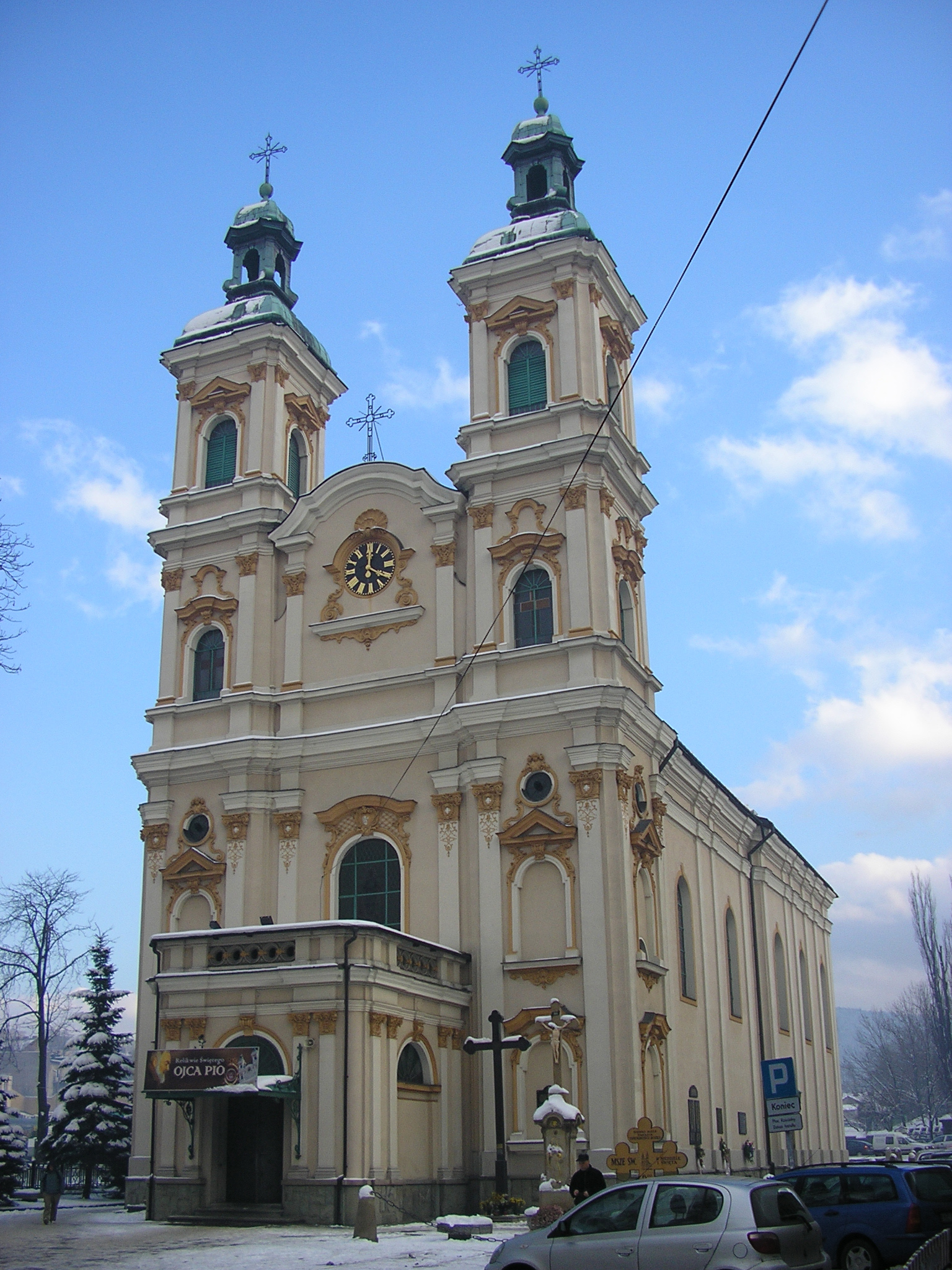
Kościół od frontu

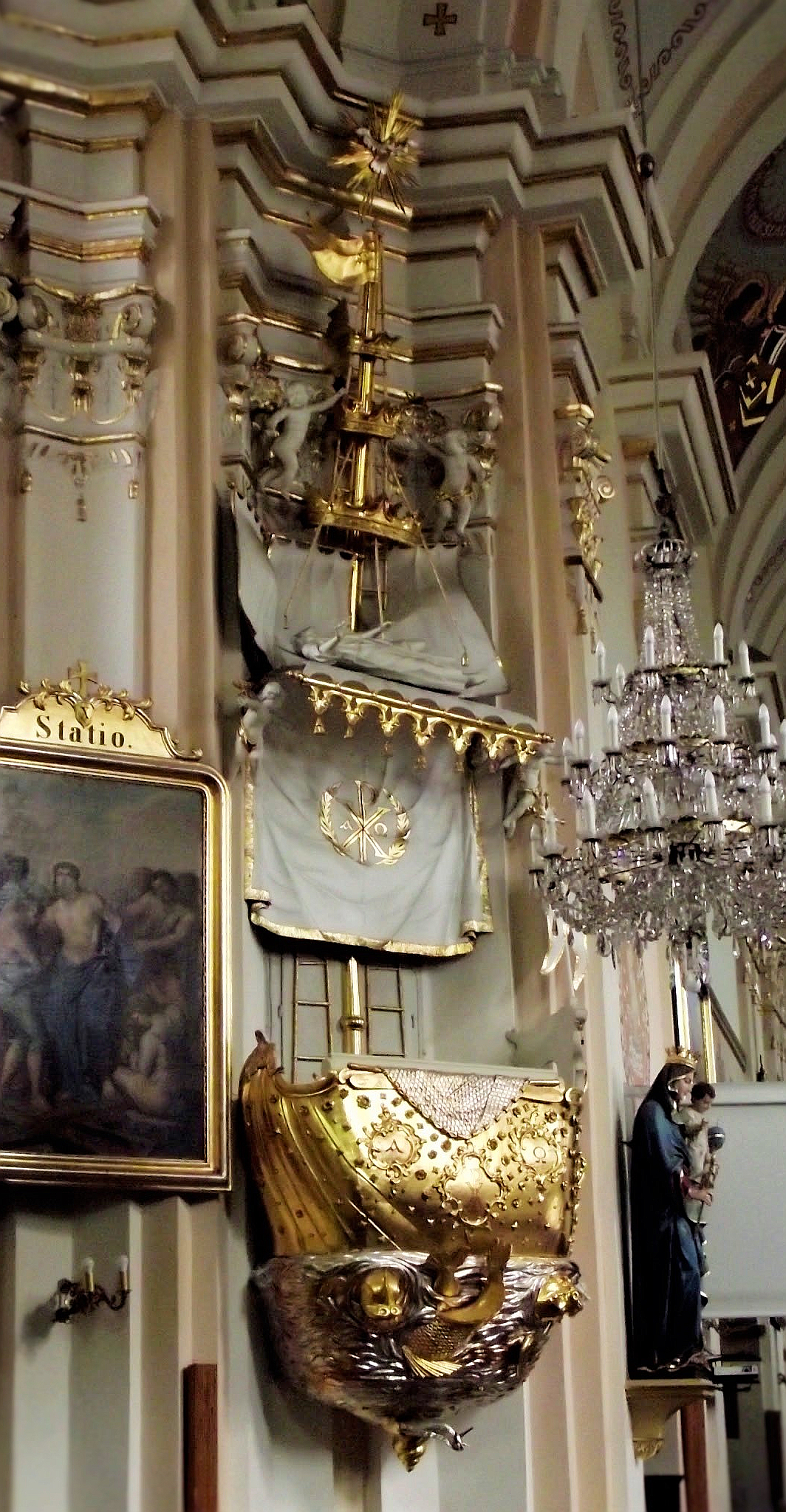
Ambona w Kościele Opatrzności Bożej

Kościół Opatrzności Bożej w Bielsku-Białej – zabytkowy kościół katolicki w Bielsku-Białej, znajdujący się w dzielnicy Biała Krakowska, przy pl. Opatrzności Bożej. Jest kościołem parafialnym (parafia Opatrzności Bożej) i należy do diecezji bielsko-żywieckiej (Dekanat Bielsko-Biała I – Centrum). Powstał w stylu późnobarokowym w latach 1760–1769 i był w XIX w. dwukrotnie przebudowywany.

## Historia
W 1708 r. pierwszy burmistrz Białej i najbogatszy wówczas kupiec, handlujący płótnem – Baltazar Damek – ufundował w tym miejscu kaplicę otoczoną do 1790 cmentarzem, pod wezwaniem Opatrzności Bożej i bractwo Opatrzności Bożej, któremu długo przewodniczył. Powstała ona w miejscu krzyża, który Damek postawił po tym, jak cudem uniknął śmierci z rąk szwedzkiego żołnierza.
Obecny kościół powstał w latach 1760–1769 według projektu Jana Józefa Polaczka przez Gotfryda Bergera i Jana Fiebera. Świątynię ufundował starosta lipnicki hr. Alojzy Fryderyk Brühl – syn Henryka von Brühla dla bialskiej placówki zakonu jezuitów, przeprowadzających w tym czasie misje nawracania miejscowych ewangelików na katolicyzm. Do 1773 r., kiedy zakon skasowano, kościołowi patronował św. Ignacy Loyola, potem nadano mu obecne wezwanie.
Parafia Opatrzności Bożej w Białej została erygowana w 1789 r., a kościół ostatecznie poświęcony w 1792 r.
Pierwotnie kościół składał się z kwadratowej nawy z dwoma małymi wieżami. W XIX w. był dwukrotnie przebudowywany. W latach 1849–1850 dobudowano drugą część nawy, galerie boczne i prezbiterium. Obecny wygląd świątynia uzyskała dopiero w latach 1886–1887 według projektu Emanuela Rosta. Wtedy podwyższono wieże, poszerzono chór muzyczny i zmieniono wygląd fasady, przydając jej zegar wieżowy. Tak przebudowany kościół konsekrował w 1889 r. biskup krakowski Albin Dunajewski.
Po tej przebudowie jedyną poważniejszą zmianą w wyglądzie było dobudowanie w 1894 r. ogrójca od strony północnej.
Do końca XIX wieku msze święte odbywały się w języku niemieckim. Na początku XX wieku a zwłaszcza po roku 1916 i ewakuowaniu administracji centralnej ze Lwowa – po agresji Rosji na Galicję – do Białej, dochodziło do gorszących obie strony walk o napisy, msze i uroczystości.
Po roku 1918 kościół zdominowany został przez katolików-Polaków.

## Architektura i wnętrza
Kościół reprezentuje styl późnobarokowy z wyraźnymi wpływami XIX-wiecznego neobaroku austriackiego.
Wyposażenie świątyni pochodzi z II poł. XVIII w.. Najsłynniejsze jego elementy to rokokowa ambona w kształcie łodzi św. Piotra, płynącej pod znakiem krzyża, z Jonaszem w pysku ryby oraz chrzcielnica ze sceną chrztu Jezusa w rzece Jordan i postacią Boga Ojca w otoczeniu aniołów.
Drewniany, neobarokowy ołtarz główny powstał w II połowie XIX wieku. Znajduje się w nim obraz „Cudowne rozmnożenie chleba”.
Kościół posiada cztery posągi ołtarzowe śś. Jana Chrzciciela, Pawła, Piotra i Zachariasza, cztery ołtarze boczne z posągami świętych z 1889 r., cztery obrazy świętych na galeriach bocznych oraz witraże z postaciami apostołów z lat 1894-1897.
Autorem stacji drogi krzyżowej (z 1869 r.) jest, mieszkający w Białej słowacki malarz – Peter Michal Bohúň. Część rzeźb świętych pochodzi z pracowni Ferdynanda Stuflessera w Tyrolu.
W organy kościół został wyposażony w 1887 r. przez firmę braci Rieger z Karniowa. Organy następnie zostały przebudowane przez pracowników słynnego organmistrza, Dominika Biernackiego. Zyskały trakturę elektropneumatyczną. Dysponują 40 głosami o mieszanym brzmieniu romantycznym i barokowym rozdzielonymi na 3 klawiatury ręczne i nożną. Instrument posiada prospekt dwuwieżowy z centralnym pozytywem, który jednak nie jest obudowany. Nad chórem znajduje się zegar kościelny.
Ponadto są tu dwa konfesjonały neobarokowe z 1888 r. i neoromańskie ołtarze na galeriach bocznych z 1909 r., a na fasadzie zegar wieżowy z 1888 r.
Na elewacji południowej znajdują się cztery tablice: poświęcona papieżowi Janowi Pawłowi II, żołnierzom Września, AK i NOW, Orlętom Lwowskim oraz upamiętniająca zamordowanych przez NKWD bielszczan z obozów w Kozielsku, Ostaszkowie i Starobielsku.